# 여진운수
여진운수는 서울특별시 금천구의 마을버스 회사이다. 본사는 금천구 시흥동 시흥삼익아파트 상가에 있다.

## 주요 연혁
- 2013년 5월: 이삭운수 설립
- 2013년 7월 16일: 금천11번 신설개통 운행개시
- 2013년 10월 1일: 금천10번 신설개통 운행개시
- 2015년 10월: 미금운수와 금천10번과 금천11번을 합병
- 2017년 12월 29일 금천11번과 금천11-1번을 미금운수와 분리
- 2022년 10월 27일: 사명을 여진운수로 변경
- 2022년 12월 15일: 송파구 마을버스 송파01번, 송파02번, 송파03번 운행 개시
- 2023년 10월 6일: 송파구 마을버스 노선 연장
- 2023년 12월 19일: 송파구 마을버스 01번, 02번, 03번 송파마을버스 주식회사로 부분 분리

## 운행 노선
- ● 금천11번: 산기슭공원 ↔ 석수역 (2015년 ~ 2017년간 미금운수에서 운행하였음.)
- ● 송파01번: 송파호반베르디움더퍼스트 ↔ 잠실역 (2022년 12월 15일 신설)
- ● 송파02번: 위례포레샤인15단지 ↔ 수서역 (2022년 12월 15일 신설)
- ● 송파03번: 수서역 ↔ 잠실역 (2022년 12월 15일 신설)

## 운행 중단 노선
- ● 금천10번: 독산역 ↔ 가산디지털단지
- ● 금천11-1번: 산기슭공원 ↔ 석수역 (벽산아파트, 호압사 경유)

## 보유 차종

#### 자일대우버스
- 자일대우 레스타 (금천구 노선)
- 자일대우 NEW BS090 (송파구 노선)
- 자일대우 NEW BS110 (송파구 노선)

#### 현대상용차
- 현대 뉴 카운티 (금천구 노선)
- 현대 그린시티 (송파구 노선)

#### CRRC중국중차
- CRRC 그린웨이 720 (금천구 노선)